# Last Night (chanson des Mar-Keys)
Pour les articles homonymes, voir Last Night.
Singles de The Mar-Keys
Morning After
(1961)
Last Night est une composition de musique instrumentale du groupe de rhythm and blues et de soul américain The Mar-Keys sorti en single en juin 1961 sur le label Satellite qui changera son nom pour devenir Stax.
Ce premier single du groupe est un gros succès aux États-Unis où il atteint la 3e place du Billboard Hot 100 et la 2e du classement Rhythm and blues.
Selon Jim Stewart, fondateur de Stax, il s'est vendu à environ 1 000 000 d'exemplaires.
En France, le morceau est connu pour avoir servi d'indicatif musical à l'émission de radio Salut les copains diffusée sur Europe 1,.
Souvent associé à la danse du madison, l'instrumental demeure toujours très populaire en France (utilisé par exemple lors de mariage ou durant des soirées de camping).

## Histoire de la chanson
Ce sont le guitariste Chips Moman et le claviériste Jerry Lee "Smoochy" Smith qui jettent les bases du morceau qui va devenir Last Night en improvisant pendant une pause lors d'un concert où ils jouaient ensemble. Chips Moman développe le morceau dans les studios du label Satellite avec plusieurs musiciens des Mar-Keys qui apportent leurs contributions à la composition.
L'enregistrement se fait en plusieurs fois avec différents musiciens suivant les sessions. Ceux présents sur la version finale de Last Night sont Jerry Lee "Smoochy" Smith aux claviers, Packy Axton et Gilbert Caple au saxophone ténor (Caple jouant le solo), Floyd Newman (qui prononce les mots "Oh Yeah") au saxophone baryton, Wayne Jackson à la trompette, Lewie Steinberg à la basse, Curtis Green à la batterie, quant à Steve Cropper, guitariste attitré des Mar-Keys, selon ses dires il est bien présent sur la version finale où il joue simplement des claviers additionnels, le producteur Chips Moman n'ayant pas voulu de guitare sur le morceau,.

## Reprises et adaptations
Last Night a été repris par plusieurs artistes comme The Ventures, Albert King, The Bum Notes dont la version sert de générique à la série télévisée britannique Bottom en 1991,.
Des paroles sont ajoutées sur certaines versions, ainsi Georgie Fame en 1966, Nancy Holloway qui l'interprète en français sous le titre Last Night (Venez les copains) en 1962.
En 2000, la version de Chris Anderson and DJ Robbie entre dans les charts français et belge, culminant respectivement à la 29e et à la 33e place. Un remix atteint la 43e position en France en 2003.

## Classements hebdomadaires
| Classement (1961)                       | Meilleure position |
| --------------------------------------- | ------------------ |
| Australie (Kent Music Report)           | 47                 |
| Belgique (Wallonie Ultratop 50 Singles) | 15                 |
| États-Unis (Billboard Hot 100)          | 3                  |
| États-Unis (Hot R&B Sides)              | 2                  |
| France (IFOP)                           | 66                 |